# AxeWound
Gli AxeWound sono un supergruppo musicale britannico-canadese formatosi nel 2012.

## Storia del gruppo
Il gruppo si è formato nel Regno Unito ed è composto da Liam Cormier (Cancer Bats) alla voce, Matthew Tuck (Bullet for My Valentine) alla chitarra, Mike Kingswood (Glamour of the Kill) alla chitarra, Joe Copcutt (Rise to Remain) al basso e Jason Blowd (Pitchshifter) alla batteria.
Il primo brano pubblicato dalla band, Post Apocalyptic Party, è stato presentato il 1º maggio 2012 alla BBC Radio 1.
Il 1º ottobre 2012 è stato diffuso l'album Vultures, prodotto da Matt Tuck e pubblicato dalla Search and Destroy che ha ottenuto buoni riscontri dalla critica.

## Formazione
- Liam Cormier - voce
- Matthew Tuck - chitarra, voce
- Mike Kingswood - chitarra
- Joe Copcutt - basso
- Jason Bowld - batteria, percussioni

## Discografia

### Album in studio
- 2012 – Vultures